# Нутригеномика
Нутригеномика је концепт тзв. инвидидуализације исхране. Реч је настала од енглеских речи nutrition (исхрана) и genomics (наука о геному, односно генима и њиховој функцији). Истраживањем у САД прихваћен је израз personalized nutrition (персонализована исхрана), док је у Европи назива нутриогеномика.

## Шта је нутригеномика
Нутригеномика означава повезанаст, утицаје, као и интеракције исхране генома. Ова нова научна дисциплина обухвата успостављање индивидуалних препорука за исхрану на основу познавања нутритивних потреба, стања ухрањености и јединственог генетског склопа, што све заједно може да смањи ризик од оболевања.
У пракси то подразумева праћење утицаја састојака хране и адитива, на молекулском нивоу, што значи промену експресије (структуре) генетског склопа особе. Ова грана испитивања људског генома заснива се на следећих пет принципа нутригеномике:
- под одређеним условима и код неких особа, исхрана може да буде озбиљан ризик за настанак једног броја болести
- састојци хране могу да делују на хумани геном, директно или индиректно, што може да промени ескпресију или структуру гена
- како и до ког степена исхрана утиче на равнотежу између здравља и болести може да зависи од генетског профила особе
- гени и њихове нормалне варијанте на на које утичуе исхрана имају улогу у настанку, учесталости и развоју хроничних незаразних болести
- промене у резиму исхране засноване на познавању нутритивних потреба, стања ухрањености и генотипа могу да се искористе у превенцији, ублажавању или лечењу хроничних незаразних болести.

Без обзира на све етичке и законсе проблеме (заштита тајности генетске шифре) које носе оваква истраживања, исхрана може, према личном генетском склопу, да буде један од одлучујућих чинилаца за добро здравље, превенција болести и дуговечност. Резултати великог броја истраживања, после објављивања мапе људског генома, указују да утицај исхране на здравље зависи од генетског склопа сваке особе. Нико није исти,јер се и наши гени разликују. То је зато што сваки ген, како истичу генетичари, има најмање десет варијанти. Генетски профил практично одређује осетљивост на многе болести повезане са исхраном. Исхрана обезбеђује много суптилније промене на нивоу експресије гена него што је то могуће извести применом лекова.

### Методе у нутригеномици
Нутригеномика се базира на наукама као што су генотипизација, транскриптомика, протеомика и метаболомика тако да захтева примену великог броја методологија и техника. Генетска основа болести се врло често не крије у алтерацији једног гена већ је последица комбинације великог броја алтерација тако да се истраживања морају спроводити модерним техникама које омогућавају истовремену идентификацију и до 500 00 СНП по индивидуи. Овакве анализе захтевају технологије секвенционих анализа и хибридизације, а протеини и метаболити захтевају различите технике у зависности од врсте протеина и његове хемијске природе.
Полазну основу за истраживање у области нутригеномике обично представља анализа навика у исхрани циљане популације испитаника. Обично се у тако опсежним студијама користе упитници ѕа исхрану које испитаници самостално попуњавају, а које су описали "Baghurst i Record" јер су се показали ефикасним у пракси и дају тачне резултате након поређења са лабораторијским анализама. Упитник садржи листу од 4 180 уобичајених намирница и питања која се тиу припреме хране и навика у исхрани.
Метода ћелиске културе пружа могућност изучавања утицаја нутријената на развој различитих сојева ћелија у култури. Најзначајнији тест који се спроводи у ћелијској култури је тест мукронуклеус у коме се ћелије третирају агенсом, а затим се специфичним бојењем визуелизују елементи ћелије, а нарочито једро, у циљу отркривања микронуклеуса кои представљају резидуе оштећења хромозома. Напредне методе као што су PCR (polymerase chain reaction), rtPCR (reverse trascription polymerase chain reaction), FISH (flourescent in situ hibridisation), SKY (spectrol karyotyping), western, northern and southern blot анализа омогућавају увид у мутације гена и промене у експресији гена. Наравно, ове методе ће, поред улоге у екпериментима који данас имају, у будућности бити основне методе за дијагностику и праћење учинка одговарајућег режима исхране. Метаболемика и методе као што су HPLC (high performance liquid chromatography) и спектрална фотометрија откривају метаболите који су присутни у челији или у телесним течностима са циљем одређивања сатурације организма појединим нутријентима.
In vivo истраживања нуде могућност одређивања ефекта исхране на различите модле болести, док су клиничка истраживања још увек ретка појава.

### Функционална исхрана
Исхрана чини значајан фактор средине која утиче на здравље, тако да неправилна исхрана несумљиво доводи до промена у органиѕму са могућим последичним обољењима. Нека од обољења захтевају скупе дијагностичке процедуре и терапију. Људски организам је адптиран на своју средину што укључује и начин исхране као и спектар нутријената који одговарају његовом генетском склопу. У току адаптације организма се прилагођава на тај начин што повећава експресију протеина који учествују у метаболичком путу нутријената доступних у окружењу у коме се налази. Задатак нутригеномикеје управо откривање начина активирања гена, модификација метаболичког пута и модификација исхране.
Заслуга нутригеномике је подозање свести о утицају исхране на настанак хрочних обољења са изузетно високом инциденцијом у читавом свету. Реултат едукације и истраживања је концепт "функционалне исхране" који означава исхрану која је разноврсна и садржи поред традиционалних нутријената и оне које имају протективни ефекат на здравље. Она се угравном базира на антиоксидансима, биоактивним пептидима, пробиотским бактеријама, високоапсорбантним калицијумом, коњугованом линулинскон киселином.
До сада је доказан утицај појединих нутријената који могу условити појаву болести као што су: тумор дојке, тумор простате, инфаркт миокарда, дијабетес мелитус, остеопороза, реуматоидни артритис, нека неуролошка обољења итд. Функционална исхрана тежи да пажљивим одабиром нутријената утиче на настанак и развој ових болести и са те тачке гледишта ближа је фамацеутским прпаратима него храни. На тај начин долазимо до закљука да су концепт нутригеномике, стратегије истраживања и клиничка примена слични и да се преклапају са онима у фармакогеномици. Верује се да ће се у будућности ове две науке успешно комбиновати у циљу терапије тешких болести.
Тренутно се налазе у продаји производи који снижавају холестерол, млеко без лактозе и пробиотски јогурти. Управо због тога што се овакви производи у продаји налазе заједно са традиционалним производима поставља се питање етичности, јер су доступни широј популацији и постоји шанса да не одговарају свим купцима. Доводи се у питање и етичност реклама које нису довољно информативне и имају за циљ зараду. Наставак истраживаља и даља промоција тренда увођења функционалне хране у исхрану опште популације захтеваће законску регулативу која ће обезбедити да се циљеви овакве исхране крећу у жељеном смеру. Поред испитивања беѕбедности и квалитета хране, потребно је спровести истраживања која ће испитати утицај такавих проиѕвода на орграниѕам као и потенцијалне нуспојаве пре пуштања у промет.

#### Етика
Још пре 10 година, на Другом конгресу нутригеномике у Амстердаму, канадски научници су формулисали пет основних етичких проблемау примени нутригеномике у ссвакодневној исхрани:
- када ће наука бити довољно снажна и оспособљена да уведе генетске тестове у широку употребу
- коме ће бити доѕвољен, а коме забрањен приступ нутригеномичким информацијама и како ће се кажњавати злоупотреба
- како ће друштво спречавати потенцијалне разлике повезане са нутригеномиком, посебно оне између развијених и неразвијених земаља
- како ће се нутриогеномичке информације достављати корисницима
- који ће део нутриогенмичког испитивања бити под законским или другим надзором[1]

Канада је једна од земаља чији су становници започели са коришћењен услуга које нуце лабораторије и истраживањем показују да велики удео становништва верује у то да су користи нутригеномике веће од евентуалне штете, док лекари исте земље исказују сумњу у могућност тако брзе интеграције Интернет услуга у систем здравства. Наравно, користи нутригеномике су огромне, међутим , поставља се питање да ли је наука толико одмакла да се са клиничких испитивања може дмах прећи на услуге преко Интернета без личног контакта са болесником. Обе стране се слажу да је потребно веће упонавање становништва са реалним могућностима нутригеномике и о томе докле се за сада стигло са истраживањима. Нутригеномика је област у којој се науса сусреће са индустријом и научници се устркују у патентирању својих проналазака. Таква журба и утицај индустрије и њених правила запоставља болеснике.

## Примери
Будући да се у нутригеномици исхрана прилагођава личној генетској шифри, нормално је да она више може да послужи за превенцију него за лечење неке болести.
- Метаболизам фолне киселине у коме учествује више од 30 гена, ензима и преносилаца. Утврђено је да постоји генетски, односно ензимски полиморфизам у метаболизму овог витамина. варијација или полиморфизам гена за ензим метилен тетрахидрофолат редуктазу (МТХФР), познат као C677T полиморфизам, смањује активност ензима, што доводи до поремећаја у метаболизму фолне киселине. Негативни учинци овог генетског полиморфизма могу да се отклоне суплементацијом исхране фолном киселином чиме може да се побољша активност ензима, снизи ниво хомоцистеина, а тиме и ризик од настанка кардиоваскуларних обољења.
- Ако у генетској мапи доминира ген који изазива хиперхолестеролемију, исхрана може да буде главни регулатор нивоа укупног и ЛДЛ холестерола. Тада престаје потреба за лековима,јер се исхраном одрзава ниво холестерола и смањује ризик од настанка кардиоваскуларних обољења и њихових последица.[1]